# Demeter Corona
Demeter Corona is een corona op de planeet Venus. Demeter Corona werd in 1985 genoemd naar Demeter, godin van de vruchtbaarheid in de Griekse mythologie.
De corona heeft een diameter van 560 kilometer en bevindt zich in het zuidoosten van het quadrangle Metis Mons (V-6).